# Câmara dos Senhores Prussianos

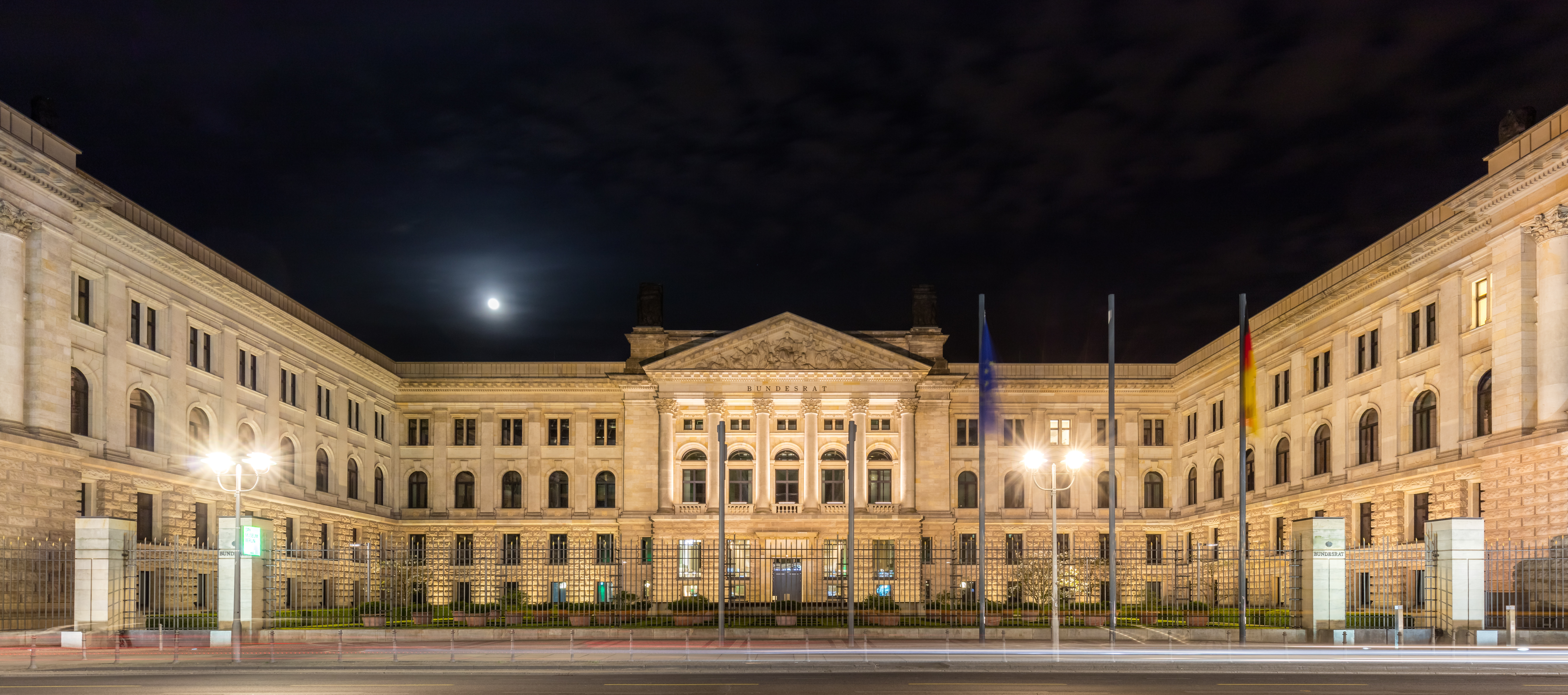
Vista noturna.

A Câmara dos Senhores Prussianos ou Câmara Alta da Prússia (em alemão:  Preußisches Herrenhaus), situada em Berlim, foi a câmara alta do Parlamento da Prússia (Preußischer Landtag) desde 1850 até 1918. Junto com a câmara baixa (a Câmara de Representantes ou Abgeordnetenhaus), formava a legislatura bicameral da Prússia.

## Reino da Prússia
Inspirada na Câmara dos Lordes do Reino Unido, a Herrenhaus foi criada depois da Revolução de 1848 com a adoção da Constituição do Reino da Prússia imposta pelo Rei Federico Guillerme IV em 31 de janeiro de 1850.
Aos membros da Câmara Alta denominava-se-lhes "Par", ou oficialmente "Membro da Câmara Alta da Prússia" (Mitglieder dês preußischen Herrenhauses, abreviado: MdH). A Câmara compunha-se de pares hereditários, pares vitalícios designados pelo Rei da Prússia, pares em virtude de sua posição, representantes de cidades e universidades. A maioria dos membros eram nobres, ainda que também tivesse burgueses, especialmente entre os representantes de cidades e universidades. A composição da câmara era a seguinte:
- Príncipes da Casa Real de Hohenzollern que tinham atingido a maioria de idade
- Membros com direitos hereditários:
  - O chefe da Casa de Hohenzollern
  - Os chefes dos antigos Estados alemães do Sacro Império Romano-Germânico em território prussiano. Estes eram principalmente casas reais mediatizadas como Arenberg, Bentheim-Steinfurt, Fürstenberg, Isenburg, Salm-Horstmar, Salm-Salm, Sayn-Wittgenstein-Berleburg, Sayn-Wittgenstein-Hohenstein, Solms-Hohensolms-Lich, Solms-Rödelheim-Assenheim, Stolberg-Wernigerode e Wied.
  - Outros membros com direitos hereditários. Eram principalmente príncipes e condes de territórios anexados pela Prússia, como o Duque de Schleswig-Holstein, o Conde de Westfalia e o Landgrave de Hessen-Philippsthal.
- Membros vitalícios:
  - Titulares dos quatro Grandes Nomeados da Corte (große Hofämter): administrador do Estado (Landhofmeister), chanceler (Kanzler), marechal (Obermarschall) e burgrave (Oberburggraf).
  - Membros de Confiança do Rei: Estes podiam ser nobres ou burgueses, e incluíam generais, almirantes, altos servidores públicos do Governo, líderes empresariais e filantropos.
  - Membros chamados em representação: Eram principalmente donos de propriedades nobiliárias, representantes de universidades e prefeitos de cidades com o direito de representação.

## Estado Livre da Prússia
Com a Revolução de Novembro de 1918 e a queda da Monarquia Hohenzollern por causa da Primeira Guerra Mundial, a Câmara Alta da Prússia foi dissolvida pelo governo do Presidente Paul Hirsch. Segundo a constituição de 1920 do Estado Livre da Prússia, substituiu-a o Staatsrat (Conselho de Estado) de representantes delegados pelos Landtag provinciais. O prefeito de Colônia, Konrad Adenauer, foi presidente do Conselho de Estado desde 1921 até a Machtergreifung nazista de 1933.

## História

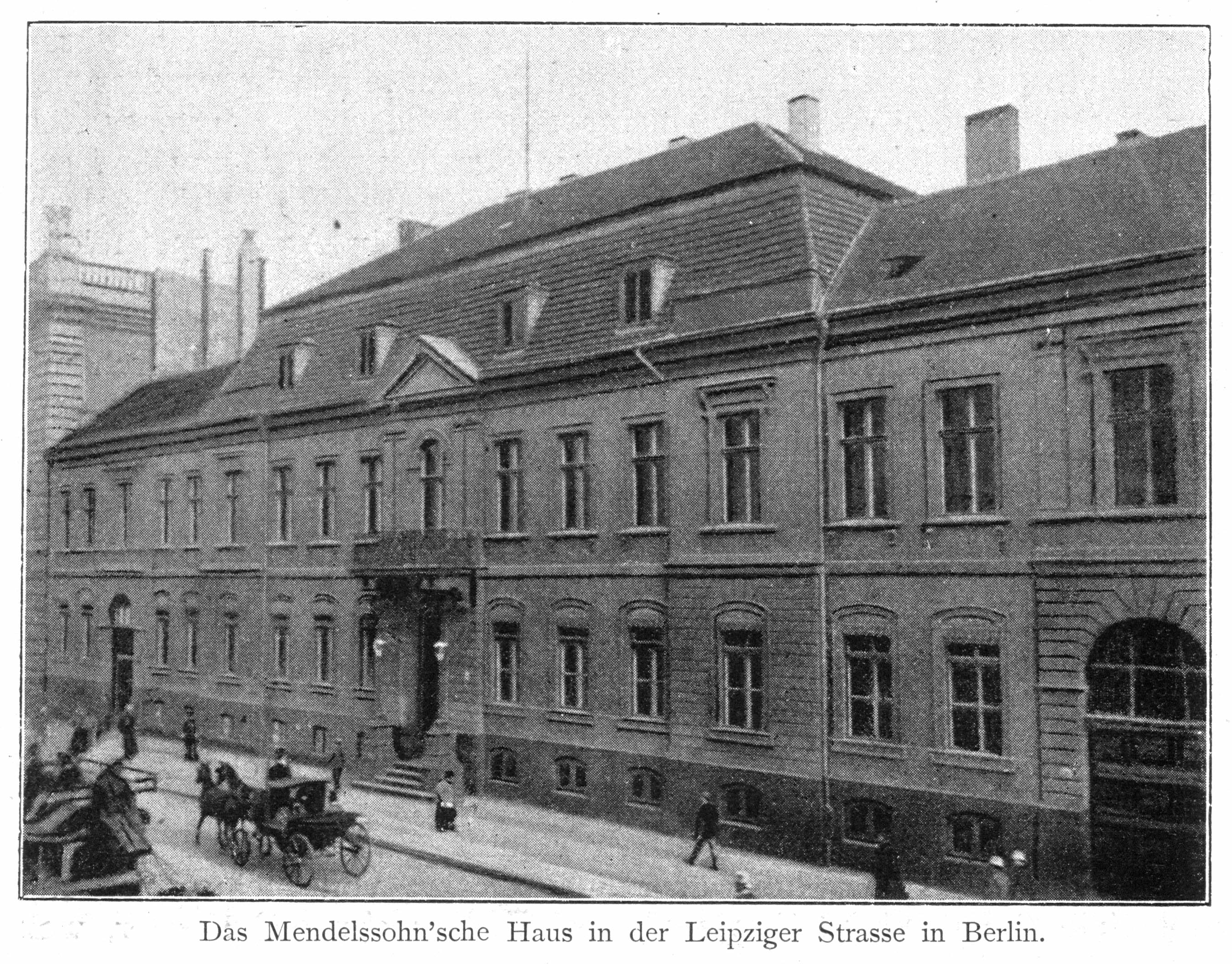
Antiga residência de Mendelssohn, no 3 de Leipziger Straße, dantes de 1898.

Desde 1856 a Câmara Alta reunia-se num palácio barroco situado no número 3 da Leipziger Straße, perto de Leipziger Platz, antigamente propriedade do comerciante Johann Ernst Gotzkowsky (1710-1775) e sede da Real Fábrica de Porcelana desde 1763. Em 1825 comprou-o Abraham Mendelssohn Bartholdy (1776-1835), pai de Felix e Fanny Mendelssohn. No verão de 1826, o jovem Felix Mendelssohn escreveu seu obertura O sonho de uma noite de verão, que estreou na casa de seu pai.
Após o Estado prussiano comprar o edifício em 1856, se usou para as reuniões do Reichstag da Confederação Alemã do Norte de 1867 até 1870. Depois da unificação alemã de 1871, se reconstruiu o edifício vizinho no número 4 de Leipziger Straße e o converteu na sede do Reichstag do Império Alemão, antes de que se transladasse ao novo Edifício do Reichstag em 1894. Os edifícios dos números 3 e 4 de Leipziger Straße foram demolidos em 1898 para permitir a construção de um novo edifício para a Câmara Alta.
Em 1904 completou-se o edifício Herrenhaus, de estilo neorrenascentista, desenhado pelo arquitecto Friedrich Schulze. Schulze também tinha construído o adjacente Abgeordnetenhaus em Prinz-Albrecht-Straße entre 1892 e 1898. Os dois edifícios estavam ligados por um asa traseira, que permitia aos deputados se mover livremente entre ambas câmaras. Desde 1993, o Abgeordnetenhaus é a sede da Câmara de Deputados de Berlim.
Sede do Conselho de Estado prussiano de 1921 até 1933, o antigo edifício da Herrenhaus serviu desde 1933 como sede da fundação Preußenhaus de Hermann Göring. Em 1934 inaugurou-se a Corte do Povo (Volksgerichtshof) e ao ano seguinte construiu-se o vizinho Ministério de Aviação. Nesse mesmo ano, foi reformado como o prestigioso Haus der Flieger da sede de Göring.
Duramente danificado pelos bombardeios aliados e a Batalha de Berlim, o edifício foi restaurado depois da guerra e, desde 1946, foi sede da Academia de Ciências de Alemanha Oriental. Desde o ano 2000, aloja de novo as sessões parlamentares do Conselho Federal (Bundesrat) de Alemanha.